# Bảo tàng - Khu tưởng niệm ở Bełżec
Bảo tàng - Khu tưởng niệm ở Bełżec (tiếng Ba Lan: Muzeum – Miejsce Pamięci w Bełżcu) là một khu tưởng niệm và bảo tàng nằm trên địa điểm nơi trước đây là trại tử thần của Đức Quốc xã ở Bełżec, tọa lạc tại số 4 Phố Nạn nhân trại tử thần, Bełżec, Ba Lan. Địa danh này được thành lập để tưởng niệm khoảng 450.000 người Do Thái từ Ba Lan và các nước châu Âu khác đã bị sát hại tại nơi này trong hai năm 1942 và 1943.

## Lược sử hình thành
Bảo tàng - Khu tưởng niệm ở Bełżec được thành lập vào ngày 1 tháng 1 năm 2004 với tư cách là một chi nhánh của Bảo tàng Nhà nước tại Majdanek. Nửa năm sau, một tượng đài mới được khánh thành. Cả khu tượng đài-nghĩa trang và bảo tàng trưng bày đều được các chuyên gia, nhà phê bình nghệ thuật đánh giá tích cực.

## Triển lãm
Bộ sưu tập của Bảo tàng - Khu tưởng niệm ở Bełżec hiện đang bao gồm các triển lãm giới thiệu lịch sử của trại tử thần và xem trọng việc thu thập thông tin về các nạn nhân.
Trong vòng vài năm kể từ khi thành lập Bảo tàng - Khu tưởng niệm, số lượng khách tham quan đã tăng gần gấp đôi. Trong năm 2015, địa danh này đón hơn 25.000 du khách, trong đó có hơn 5.000 du khách nước ngoài.